# Галина Кобецкайте
Галина Кобецкайте (народилася 20 грудня 1939 року в Тракаї) — литовська вчена, філософ, журналістка і перекладачка, активістка караїмської національної спільноти, довгострокова послиня Литви в Естонії, Туреччині, Азербайджані, Узбекистані та Фінляндії.

## Біографія
Народилася в місті Тракай у родині караїмів. Її батьком був Симон Кобецький. У 1962 році закінчила журналістику у Вільнюському державному університеті, а потім вивчила узбецьку філологію в Ташкентському державному університеті (1962–1963). Після повернення до Литви в 1964–1967 роках вона читала лекції з естетики в Каунаському медичному інституті. З 1967 по 1970 рр. Навчалася в аспірантурі МДУ, де в 1972 р. Здобула науковий ступінь кандидата філософських наук у галузі польської естетики, захистивши дисертацію на тему «Основні принципи аналізу художнього твору в польській естетиці». У 1971–1989 рр. Читала лекції у Вільнюському інституті техніки та будівництва (з 1976 р. доцентом).

### Суспільно-політична діяльність
У 1988 році вона приєдналася до Руху за перебудову "Sąjūdis", засідаючи в Сеймі та у Вільнюській міській раді групи. Вона стала брати участь у діяльності караїмської громади. У 1988–1994 роках вона була президентом Литовської культурної громади караїмів (лит. Lietuvos karaimų Kultūros bendrija). З квітня 1990 по 1994 рік вона очолювала Департамент національностей в уряді Литовської Республіки як перший генеральний директор. У 1992–1994 роках вона була президентом Литовсько-турецького товариства (Lietuvos-Turkijos draugija). З 1990 року входить до Спілки письменників Литви.

### Дипломатична діяльність
У вільній Литві вона присвятила себе дипломатії. Вона була першою жінкою в Литві у званні послині. З 1994 по 1997 рік вона була надзвичайною і повноважною послинею Литви в Естонській Республіці. У 1997–2004 роках вона виконувала подібну функцію в Турецькій Республіці (з 2001 року також акредитована в Азербайджані та Узбекистані). Після повернення з місії в 2004 році вона була радником президента Валдаса Адамкуса. У 2007–2011 рр. була послинею у Фінляндії.

### Переклади
Роками працює перекладачкою. Вона перекладає турецькі, польські та російські твори литовською, і перш за все перекладає з центральноазійських мов: азербайджанської, казахської, узбецької та туркменської. Публікує статті про художній переклад, естетику, теорію культури, історію та культуру караїмів.

### Сім'я
Чоловік Миколас Фірковічус (1924–2000) був інженером-будівельником, за радянських часів він нелегально виконував функції караїмського священника, з 1992 року голова Литовської релігійної громади караїмів (лит. Lietuvos karaimų religinės bendruomenė). Завдяки його зусиллям, громада караїмів відновила кенаси будівлі в Тракаї і Вільнюсі. Він написав підручник караїмської мови та молитовники. Миколас перекладав, серед інших псалми Давида та книга Притч. Він був одним із творців караїмського календаря 2001–2051 років. Дочка Каріни Фіркавічуте — одна з найвідоміших дослідниць караїмської музичної культури .

## Вибрані публікації
- Menas ir estetinis auklėjimas (praca zbiorowa), wyd. Mintis, Wilno 1989, ISBN 5-417-00222-4
- Lietuvos Karaimai: Totorių ir karaimų įsikūrimo Lietuvos Didžiojoje Kunigaikštysteje 600 metų jubiliejaus leidinys, wyd. Baltos lankos, Wilno 1997, ISBN 978-99-868611-1-9
- Rozmówki polsko-karaimsko-litewskie, wyd. Bitik Oficyna Wydawnicza Związku Karaimów Polskich, Wrocław, 2011, ISBN 9788392006893.

## Нагороди та нагороди
- Командорський хрест ордена Великого князя Гедиміна (Литва, 1997)[8]
- Маріанський Орден Хреста, 2 клас (Естонія, 1998)[9]
- Медаль Незалежності Литви (Литва, 2000 р.)
- Медаль Міністерства закордонних справ Литви «За заслуги в дипломатичній службі Литовської Республіки» (Литва, 2004 р.)
- Командорський хрест ордена «За заслуги перед Литвою» (Литва, 2003 р.)
- Почесний знак Міністерства закордонних справ Литви «Зірка тисячоліття» (лит. Tūkstantmečio žvaigždė) (Литва, 2009)
- Почесний нагрудний знак Міністерства культури Литви «Принесіть своє світло і вірте» (Литва, 2014)[10]

## Виноски
1. 1 2  Kobeckaitė Halina (лит.), 2 квітня 2012, архів оригіналу за 9 травня 2021, процитовано 3 червня 2021 {{citation}}: Cite має пустий невідомий параметр: |inventor= (довідка)
2. ↑  Nutarimas dėl H. Kobeckitės, 18 kwietnia 1990, архів оригіналу за 3 червня 2021, процитовано 3 червня 2021 {{citation}}: Cite має пустий невідомий параметр: |inventor= (довідка)
3. ↑  Wszędzie dobrze, ale w domu najlepiej: Halina Kobeckaitė - Wiadomości Znad Wilii (пол.), 21 червня 2017, архів оригіналу за 3 червня 2021, процитовано 3 червня 2021
4. 1 2  Halina Kobeckaitė – ambasadorė, kuriai istorija pasiūlė vaidmenį (лит.), 7 березня 2020, архів оригіналу за 3 червня 2021, процитовано 3 червня 2021
5. ↑  Kultūros ministerijos apdovanojimas - ambasadorei H. Kobeckaitei, архів оригіналу за 3 червня 2021, процитовано 3 червня 2021
6. ↑  Mykolas Firkovičius (англ.)
7. ↑  Halina Kobeckaitė. Simonas Firkovičius – viena iš iškiliausių XX a. karaimų kultūros figūrų (лит.), 24 квітня 2012, архів оригіналу за 3 червня 2021, процитовано 3 червня 2021
8. ↑  Apdovanotų asmenų duomenų bazė (лит.), архів оригіналу за 15 жовтня 2020, процитовано 3 червня 2021
9. ↑  Eesti Vabariigi President 1992-2001 - Ametitegevus - Teenetemärgid - Maarjamaa Rist, архів оригіналу за 3 червня 2021, процитовано 3 червня 2021
10. ↑  Dr. Halinai Kobeckaitei įteiktas Kultūros ministerijos Garbės ženklas „Nešk savo šviesą ir tikėk“ (лит.), 22 грудня 2014, архів оригіналу за 3 червня 2021, процитовано 3 червня 2021